# 1872
1872 (MDCCCLXXII) var ett skottår som började en måndag i den gregorianska kalendern och ett skottår som började en lördag i den julianska kalendern.

## Händelser

### Januari
- 1 januari – Svenska frimärken börjar tryckas i pressar av cylindertyp.

### Februari
- 17 februari – I Skottland, Storbritannien införs obligatorisk skolgång för barnen i åldern 5–13 år.

### Juni
- 14 juni – Fackföreningar godkänns i Kanada.[1]

### September
- 18 september – Karl XV dör och efterträds som kung av Sverige och Norge av sin bror Oscar II.[2]

### Oktober
- 2 oktober - Phileas Fogg och Jean Passepartout inleder sin fiktiva jorden runt resa i Jules Vernes berättelse Jorden runt på 80 dagar, till 21 december

### November

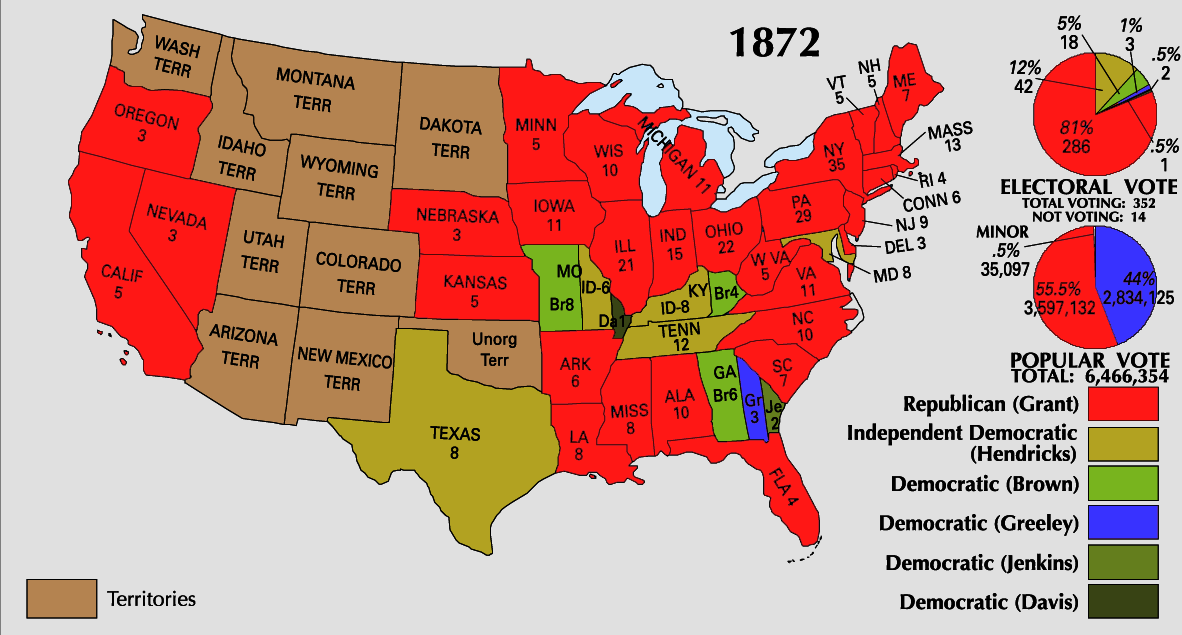
Presidentval i USA.

- 5 november – Republikanen Ulysses S. Grant besegrar demokraten Horace Greeley vid presidentvalet i USA.
- 13 november – En stormflod drabbar kustbyar i södra Östersjön.[3]
- 30 november – Skottland och England spelar 0-0 i Glasgow, i den första officiellt erkända fotbollslandskampen någonsin.[4]

### Okänt datum
- Betty Pettersson från Visby blir Sveriges första kvinnliga student.
- Provinsen British Columbia i Kanada inför ett icke-religiöst skolsystem.
- Tillverkning av symaskiner påbörjas på Husqvarna Vapenfabrik.
- Artur Hazelius påbörjar Skandinavisk-etnografiska samlingen, vilket blir grunden för Nordiska museet och Skansen i Stockholm.
- Den svenska rätten att friköpa sig från beväringstjänst upphör.
- I Malmö blir de schweiziska bröderna Cloetta de första som startar fabriksmässig chokladframställning i Sverige med sin "Ång-Choklad-Fabrik".
- Guerrierkurserna för kvinnor öppnar i Moskva i Ryssland.

## Födda

### Första kvartalet

#### Januari
- 4 januari – Kerstin Hesselgren, svensk politiker och socialreformator, den första kvinnan i riksdagens första kammare. (död 1962)
- 6 januari – Aleksandr Skrjabin, rysk kompositör och pianist. (död 1915)
- 9 januari – Ivar Lykke, norsk affärsman och politiker. (död 1949)
- 11 januari – Paul Graener, tysk kompositör. (död 1944)
- 15 januari – Ludvig Mylius-Erichsen, dansk författare och polarforskare. (död 1907)
- 16 januari – Edward Gordon Craig, brittisk teaterregissör och scenograf. (död 1966)
- 22 januari – Nikolaos av Grekland och Danmark, grekisk prins. (död 1938)
- 23 januari
  - Paul Langevin, fransk fysiker. (död 1946)
  - Jože Plečnik, slovensk arkitekt. (död 1957)
- 24 januari
  - Herbert Baddeley, brittisk tennisspelare. (död 1931)
  - Wilfred Baddeley, brittisk tennisspelare. (död 1929)
  - John W. Harreld, amerikansk republikansk politiker, senator 1921–1927. (död 1950)
  - Morris Travers, brittisk kemist. (död 1961)
- 28 januari – Otto Braun, tysk socialdemokratisk politiker. (död 1955)
- 31 januari – Zane Grey, amerikansk författare. (död 1939)

#### Februari
- 6 februari – Gustaf Aronsson, svensk operasångare och skådespelare. (död 1930)
- 8 februari – Theodor Lessing, tysk filosof. (död 1933)

#### Mars
- 6 mars – Paul Juon, rysk kompositör. (död 1940)
- 7 mars – Piet Mondrian, nederländsk konstnär. (död 1944)
- 31 mars – Aleksandra Kollontaj, rysk politiker, författare och diplomat. (död 1952)

### Andra kvartalet

#### April
- 9 april – Léon Blum, fransk politiker, ordförande i Frankrikes provisoriska regering 1946–1947. (död 1950)
- 22 april – Henning Berger, svensk författare. (död 1924)

#### Maj
- 1 maj – Hugo Alfvén, svensk kompositör. (död 1960)
- 12 maj – Anton Korošec, slovensk politiker. (död 1940)

#### Juni
- 4 juni – Birger Ljungström, svensk ingenjör och uppfinnare. (död 1948)
- 15 juni – Siri Thunström, svensk börsspekulant. (död 1948)

### Tredje kvartalet

#### Juli
- 1 juli – Louis Blériot, fransk flygpionjär. (död 1936)
- 4 juli – Calvin Coolidge, amerikansk politiker, USA:s president 1923–1929. (död 1933)
- 5 juli – Édouard Herriot, fransk politiker. (död 1957)
- 8 juli – John H. Bankhead II, amerikansk politiker, senator 1931–1946. (död 1946)
- 10 juli – Ivar Wickman, svensk läkare. (död 1914)
- 12 juli – Emil Hácha, tjeckoslovakisk jurist och politiker. (död 1945)
- 16 juli – Roald Amundsen, norsk polarforskare. (död 1928)
- 18 juli – Julius Fučík, tjeckisk kompositör. (död 1916)
- 21 juli – August Bruhn, svensk kyrkoherde och politiker (liberal). (död 1941)

#### Augusti
- 3 augusti – Håkon VII, dansk prins, kung av Norge 1905–1957. (död 1957)
- 13 augusti – Richard Willstätter, tysk-judisk kemist och nobelpristagare. (död 1942)
- 19 augusti – Matilda Ksjesinskaja, rysk ballerina. (död 1971)
- 21 augusti – George White, amerikansk demokratisk politiker, guvernör i Ohio 1931–1935. (död 1953)
- 23 augusti – Ida Otterström, svensk skådespelare. (död 1958)
- 26 augusti – James Couzens, kanadensisk-amerikansk affärsman och politiker. (död 1936)

#### September
- 19 september – Ole H. Olson, amerikansk politiker, guvernör i North Dakota 1934–1935. (död 1954)
- 28 september – Lena Ashwell, brittisk skådespelare. (död 1957)

### Fjärde kvartalet

#### Oktober
- 4 oktober – John Wigforss, svensk författare, journalist och tidningsman. (död 1909)
- 6 oktober – Carl Gustaf Ekman, svensk frisinnad politiker och tidningsman, partiledare för Frisinnade folkpartiet 1924–1932, Sveriges statsminister 1926–1928 och 1930–1932. (död 1945)
- 11 oktober – Harlan Fiske Stone, amerikansk jurist, chefsdomare i USA:s högsta domstol. (död 1946)

#### November
- 11 november – David I. Walsh, amerikansk demokratisk politiker. (död 1947)

#### December
- 7 december – Johan Huizinga, nederländsk filolog och kulturhistoriker. (död 1945)
- 9 december – Fredrik Ramel, svensk diplomat och ämbetsman. (död 1947)
- 11 december – Aleksandër Stavre Drenova, albansk poet. (död 1947)
- 22 december – Georg Blomstedt, svensk skådespelare och körsnär. (död 1933)
- 31 december – Frank Henry Cooney, kanadensisk-amerikansk politiker och affärsman, guvernör i Montana 1933–1935. (död 1935)

## Avlidna

### Första kvartalet

#### Januari
- 4 januari – Arnold Naudain, 81, amerikansk politiker, senator 1830–1836.
- 20 januari – David S. Jackson, amerikansk demokratisk politiker, kongressledamot 1847–1848.
- 21 januari – Thomas Bragg, 61, amerikansk politiker, guvernör i North Carolina 1855–1859.
- 24 januari – Friedrich Adolf Trendelenburg, 69, tysk filosof och filolog.

#### Februari
- 7 februari – James W. Grimes, 55, amerikansk politiker.
- 8 februari – Earl of Mayo, 49, brittisk politiker, vicekung i Indien, mördad.

#### Mars
- 10 mars – Giuseppe Mazzini, 66, italiensk politiker och revolutionär.
- 28 mars – Humphrey Marshall, 60, amerikansk diplomat, general och politiker.
- 29 mars – Isaac P. Walker, 56, amerikansk demokratisk politiker, senator 1848–1855.

### Andra kvartalet

#### April
- 2 april – Samuel Morse, 80, amerikansk vetenskapsman, telegrafiska alfabetets uppfinnare.
- 20 april – Anna Colas Pépin, 85, senegalesisk signara.

#### Maj
- 26 maj – Robert Wight, 75, skotsk botanist.
- 28 maj – Sofia av Bayern, 67, ärkehertiginna av Österrike.

#### Juni
- 5 juni – Nils Strindlund, 79, svensk politiker, bondeståndets talman 1853–1854 och 1856–1858.
- 9 juni – James Walter Wall, 52, amerikansk demokratisk politiker, senator 1863.

### Tredje kvartalet

#### Juli
- 13 juli – Max Högqvist, 31, utomäktenskaplig son till Oscar I och Emilie Högqvist.
- 26 juli – Alexander Randall, 52, amerikansk politiker och diplomat.
- 30 juli – John Henry Hubbard, 68, amerikansk politiker, kongressledamot 1863–1867.

#### Augusti
- 11 augusti – Andrew Smith, 74, brittisk läkare och naturforskare.

#### September
- 3 september – Immanuel Nobel, 71, svensk ingenjör, arkitekt, uppfinnare och industriman.
- 18 september
  - Karl XV, 46, kung av Sverige och Norge sedan 1859.
  - Augustus Seymour Porter, 74, amerikansk politiker, senator 1840–1845.

### Fjärde kvartalet

#### Oktober
- 10 oktober – William H. Seward, 71, amerikansk politiker, USA:s utrikesminister 1861–1869.

#### November
- 20 november – Lars Johan Hierta, 71, tidningsman, bokförläggare, företagare och politiker.
- 21 november – Torgeir Augundsson, 71, norsk bondespelman.
- 28 november – Mary Somerville, 91, skotsk författare.

#### December
- 31 december – Aleksis Kivi, 38, finländsk författare.

### Fotnoter
1. ↑  Reference from the Canada Encyclopedia Arkiverad 27 september 2011 hämtat från the Wayback Machine.
2. ↑  - World Statesmen
3. ↑  SMHI
4. ↑  (engelska) RSSSF – Herrlandskamper i fotboll